# Ali al-Bulaihi
Ali Hadi Al-Bulaihi (arabisch علي البليهي, DMG ʿAlī al-Bulaihī; * 21. November 1989 in Dirʿiyya) ist ein saudi-arabischer Fußballspieler.

## Karriere

### Verein
Er begann seine Karriere in der Saison 2010/11 beim unterklassigen Al-Bukiryah FC. Zur Saison 2014/15 zog es ihn kurzfristig ins Unterhaus von Saudi-Arabien, zum al-Nahda Club, bis er ab der Saison 2015/16 für al-Fateh aktiv war. Seit der Saison 2017/18 steht er bei al-Hilal unter Vertrag. In seiner Zeit gewann er mit seiner Mannschaft drei Mal die Meisterschaft, einmal den Pokal, einmal den Supercup und in der Saison 2019 die AFC Champions League.

### Nationalmannschaft
Seinen ersten Einsatz im Trikot der saudi-arabischen Nationalmannschaft hatte er am 15. Mai 2018 bei einem 2:0-Freundschaftsspielsieg über Griechenland. Nach weiteren Freundschaftsspielen zur Vorbereitung auf die Weltmeisterschaft 2018 spielte er in der Vorrunden-Partie gegen Uruguay über die volle Spielzeit. Bei der Asienmeisterschaft 2019 spielte er in jedem Spiel durch. Seitdem erhält er immer wieder Einsätze.